# Gemeinsame Verteilung von Zufallsvariablen
Die gemeinsame Verteilung von Zufallsvariablen ist in der Stochastik eine Möglichkeit, aus einem einfachen Wahrscheinlichkeitsmaß auf einem Wahrscheinlichkeitsraum eine multivariate Verteilung auf einem höherdimensionalen Raum zu konstruieren. Ein Beispiel hierfür ist die Multinomialverteilung. Aus maßtheoretischer Sicht handelt es sich um ein Bildmaß. Die gemeinsame Verteilung von Zufallsvariablen ist somit eine Verallgemeinerung der Verteilung einer Zufallsvariablen.

## Definition
Gegeben sei eine endliche Indexmenge {\displaystyle I} sowie ein Wahrscheinlichkeitsraum {\displaystyle (\Omega ,{\mathcal {A}},P)} und eine Familie von Zufallsvariablen {\displaystyle (X_{i})_{i\in I}} von diesem Wahrscheinlichkeitsraum in die Ereignisräume {\displaystyle (\Omega _{i},{\mathcal {A}}_{i})}. Sei
{\displaystyle \Omega _{I}:=\prod _{i\in I}\Omega _{i}}
das kartesische Produkt der Grundmengen und
{\displaystyle {\mathcal {A}}_{I}:=\bigotimes _{i\in I}{\mathcal {A}}_{i}}
die entsprechende Produkt-σ-Algebra. Dann heißt das Wahrscheinlichkeitsmaß auf dem Produktraum {\displaystyle (\Omega _{I},{\mathcal {A}}_{I})}, das durch
{\displaystyle P_{(X_{i})_{i\in I}}\left(\prod _{i\in I}A_{i}\right):=P\left(\bigcap _{i\in I}\{X_{i}\in A_{i}\}\right)=P\left(\bigcap _{i\in I}X_{i}^{-1}(A_{i})\right)}
für {\displaystyle A_{i}\in {\mathcal {A}}_{i}} definiert wird, die gemeinsame Verteilung der Zufallsvariablen {\displaystyle X_{i}}.

## Beispiel
Wir betrachten den Wahrscheinlichkeitsraum {\displaystyle (\Omega ,{\mathcal {A}},P)} mit
{\displaystyle \Omega =\{1,\dots ,6\}^{2}{\text{ und }}{\mathcal {A}}={\mathcal {P}}(\Omega )}
und der diskreten Gleichverteilung auf dieser Grundmenge. Dies entspricht der Modellierung eines zweimaligen Würfelwurfes mit einem fairen Würfel.
Die erste Zufallsvariable sei definiert als
{\displaystyle X_{1}(\omega )=\omega _{1}+\omega _{2}},
sie formalisiert die Aufsummierung der Augensummen der beiden Würfel und bildet nach {\displaystyle (\Omega _{1},{\mathcal {A}}_{1})} ab mit {\displaystyle \Omega _{1}=\{2,\dots ,12\}} und {\displaystyle {\mathcal {A}}_{1}={\mathcal {P}}(\Omega _{1})}.
Die zweite Zufallsvariable ist definiert als
{\displaystyle X_{2}(\omega )={\begin{cases}1&{\text{ falls }}\omega _{1}{\text{ gerade}}\\0&{\text{ sonst }}\end{cases}}}
und liefert die Information, ob die erste gewürfelte Zahl gerade ist. Sie bildet nach {\displaystyle (\Omega _{2},{\mathcal {A}}_{2})} ab mit {\displaystyle \Omega _{2}=\{0,1\}} und {\displaystyle {\mathcal {A}}_{2}={\mathcal {P}}(\Omega _{2})}.
Die gemeinsame Verteilung ist nun ein Wahrscheinlichkeitsmaß auf {\displaystyle \{2,\dots ,12\}\times \{0,1\}}, versehen mit der Produkt-σ-Algebra (hier dementsprechend der Potenzmenge). Das Wahrscheinlichkeitsmaß wird durch die Angabe auf einem Erzeuger der σ-Algebra vollständig beschrieben, hier also durch seine Werte auf den {\displaystyle |\Omega _{1}|\cdot |\Omega _{2}|=11\cdot 2=22} Elementarereignissen {\displaystyle \{(\omega _{1},\omega _{2})\}\subset \Omega _{1}\times \Omega _{2}}. Der Einfachheit halber geben wir hier nur einige Wahrscheinlichkeiten der gemeinsamen Verteilung an.
{\displaystyle P_{X_{1},X_{2}}(\{(3,1)\})=P(X_{1}^{-1}(\{3\})\cap X_{2}^{-1}(\{1\}))}
{\displaystyle =P(\{(1,2),(2,1)\}\cap \{2,4,6\}\times \{1,\dots ,6\})=P(\{(2,1)\})={\frac {1}{36}}}
{\displaystyle P_{X_{1},X_{2}}(\{(2,1)\})=P(X_{1}^{-1}(\{2\})\cap X_{2}^{-1}(\{1\}))}
{\displaystyle =P(\{(1,1)\}\cap \{2,4,6\}\times \{1,\dots ,6\})=P(\emptyset )=0}
{\displaystyle P_{X_{1},X_{2}}(\{(4,0)\})=P(X_{1}^{-1}(\{4\})\cap X_{2}^{-1}(\{0\}))}
{\displaystyle =P(\{(1,3),(3,1),(2,2)\}\cap \{1,3,5\}\times \{1,\dots ,6\})=P(\{(1,3),(3,1)\})={\frac {2}{36}}}.

## Abgeleitete Begriffe

### Gemeinsame Verteilungsfunktion
Analog zur Verteilungsfunktion einer Wahrscheinlichkeitsverteilung lässt sich auch für gemeinsame Verteilungen von reellwertigen Zufallsvariablen die gemeinsame Verteilungsfunktion definieren. Es handelt sich hierbei um eine Funktion
{\displaystyle F_{(X_{i})_{i\in I}}:\mathbb {R} ^{|I|}\to [0,1]}
definiert durch
{\displaystyle F_{(X_{i})_{i\in I}}(x)=P(X_{i}\leq x_{i}{\text{ für jedes }}i\in I)=P\left(\bigcap _{i\in I}\{X_{i}\leq x_{i}\}\right)}.
Gelegentlich wird sie auch nur mit {\displaystyle F_{I}} bezeichnet.

### Gemeinsame Dichte
Wie auch bei Wahrscheinlichkeitsverteilungen mit Wahrscheinlichkeitsdichten lässt sich für gemeinsame Verteilungen von Zufallsvariablen eine gemeinsame Dichte definieren. Damit wird diejenige (nicht notwendigerweise existente) stetige Funktion {\displaystyle f} bezeichnet, die 
{\displaystyle F_{I}(x_{i_{1}},\dots ,x_{i_{n}})=\int _{-\infty }^{x_{i_{1}}}\dots \int _{-\infty }^{x_{i_{n}}}f(t_{1},\dots ,t_{n})\mathrm {d} t_{n}\dots \mathrm {d} t_{1}}
erfüllt. Die Indexmenge ist hier o. B. d. A. {\displaystyle I=\{i_{1},\dots ,i_{n}\}} gesetzt.

### Randverteilung
Als Randverteilungen (Manchmal auch Marginalverteilung genannt) werden die Bildmaße unter der Projektion auf die einzelnen Komponenten des Produktraumes bezeichnet. Formal ist die j-te Randverteilung der gemeinsamen Verteilung also definiert für {\displaystyle A_{j}\in {\mathcal {A}}_{j}} als
{\displaystyle P^{j}(A_{j})=P_{(X_{i})_{i\in I}}\left(A_{j}\times \prod _{i\in I,i\neq j}\Omega _{i}\right)}.
Die Verteilungsfunktion der Randverteilung heißt dementsprechend Rand-Verteilungsfunktion, die Dichte dann Rand-Dichte.

## Eindeutigkeit
Die gemeinsame Verteilung von Zufallsvariablen wird zuerst nicht auf der gesamten Produkt-σ-Algebra definiert, sondern nur auf dem Produkt der einzelnen σ-Algebren der Messräume. Da dieses Produkt aber in diesem Fall ein Erzeuger der Produkt-σ-Algebra ist, lässt sich die obige Definition eindeutig zu einem Wahrscheinlichkeitsmaß auf der gesamten Produkt-σ-Algebra fortsetzen.

## Beziehung zur Unabhängigkeit
Mittels der gemeinsamen Verteilung von Zufallsvariablen lässt sich für endliche Mengen von Zufallsvariablen leicht ihre Unabhängigkeit überprüfen. Es gilt:
- Die Zufallsvariablen {\displaystyle (X_{i})_{i\in I}} sind genau dann unabhängig, wenn ihre gemeinsame Verteilung genau das Produktmaß der Verteilungen der Zufallsvariablen ist, wenn also gilt

{\displaystyle P_{(X_{i})_{i\in I}}=\bigotimes _{i\in I}P_{X_{i}}}
- Daraus folgt direkt: Die Zufallsvariablen sind unabhängig, wenn ihre gemeinsame Verteilungsfunktion (gemeinsame Dichte) genau das Produkt der Verteilungsfunktionen (Dichtefunktionen) ihrer Verteilungen sind.

Entsprechend der Definition für stochastische Unabhängigkeit von Zufallsvariablen sind beliebige Familien von Zufallsvariablen genau dann unabhängig, wenn eine der obigen Aussagen für alle endlichen Teilfamilien gilt.

## Verwendung
Die gemeinsamen Verteilungen von Zufallsvariablen werden neben der Definition von multivariaten Verteilungen auch für die Bestimmung von bedingten Verteilungen mittels der Randverteilungen genutzt. Die bedingten Verteilungen modellieren bereits vorhandenes Wissen über den Wert einer Zufallsvariable.